# Stary cmentarz w Krościenku nad Dunajcem
Stary cmentarz w Krościenku nad Dunajcem – drugi w Krościenku nad Dunajcem i jeden z najstarszych tzw. cmentarzy pozamiejskich w Polsce, czynny w latach 1788–1897. Cmentarz znajduje się między zabudowaniami ul. Jagiellońskiej, w pobliżu ul. Jagiellońskiej 18, prowadzi doń wąska uliczka.

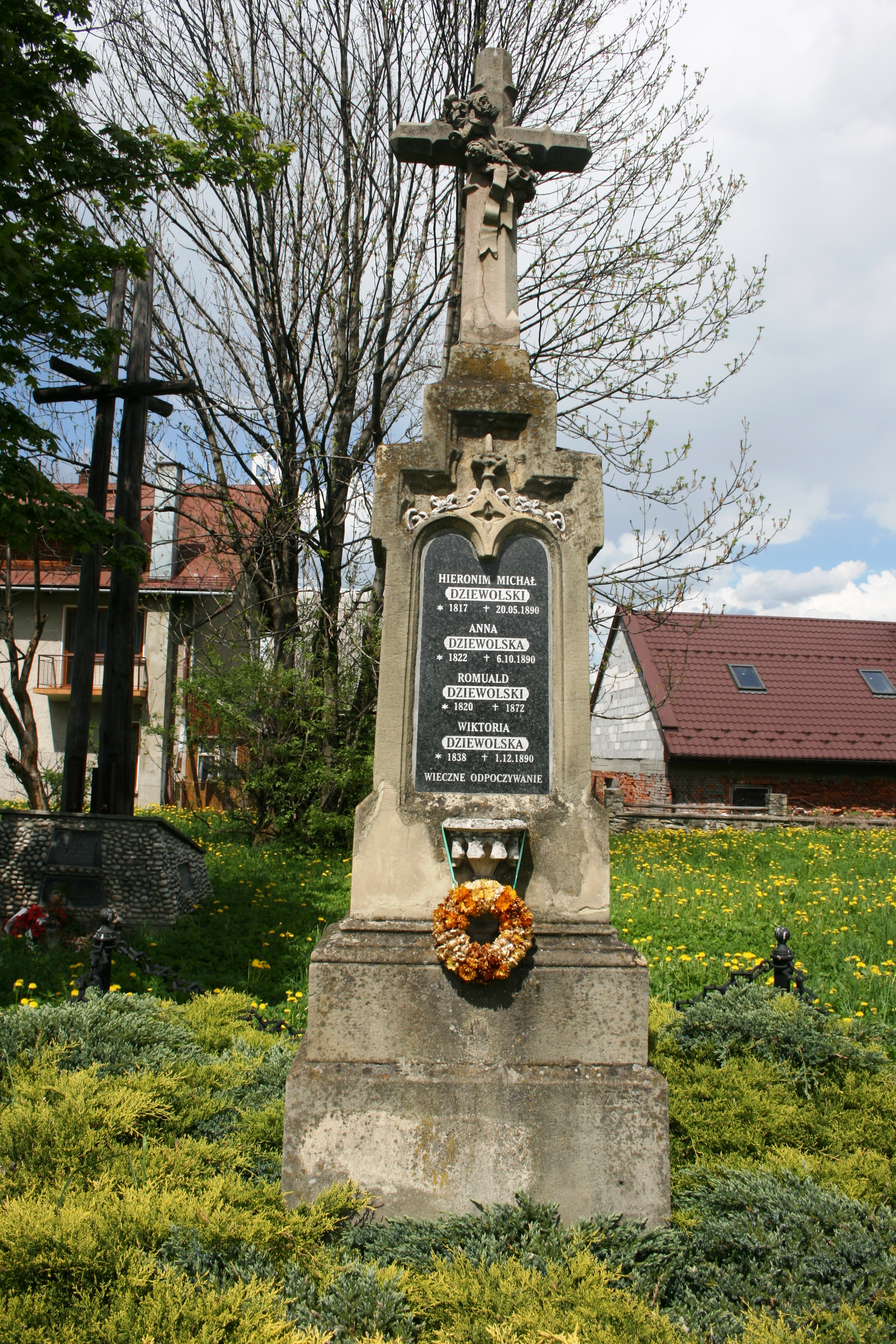
Obelisk na grobie Hieronima i Anny Dziewolskich

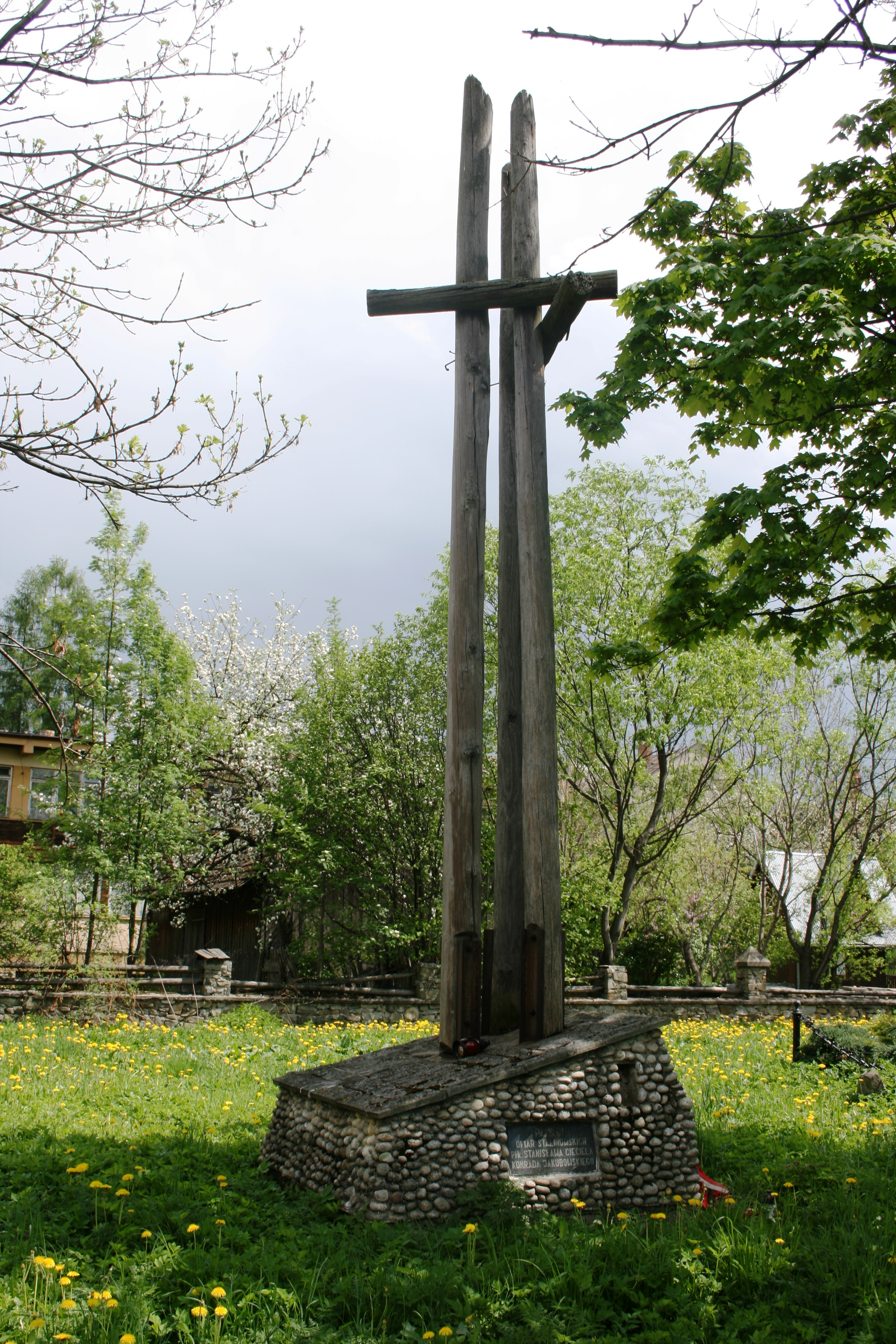
Trzy krzyże na cmentarzu

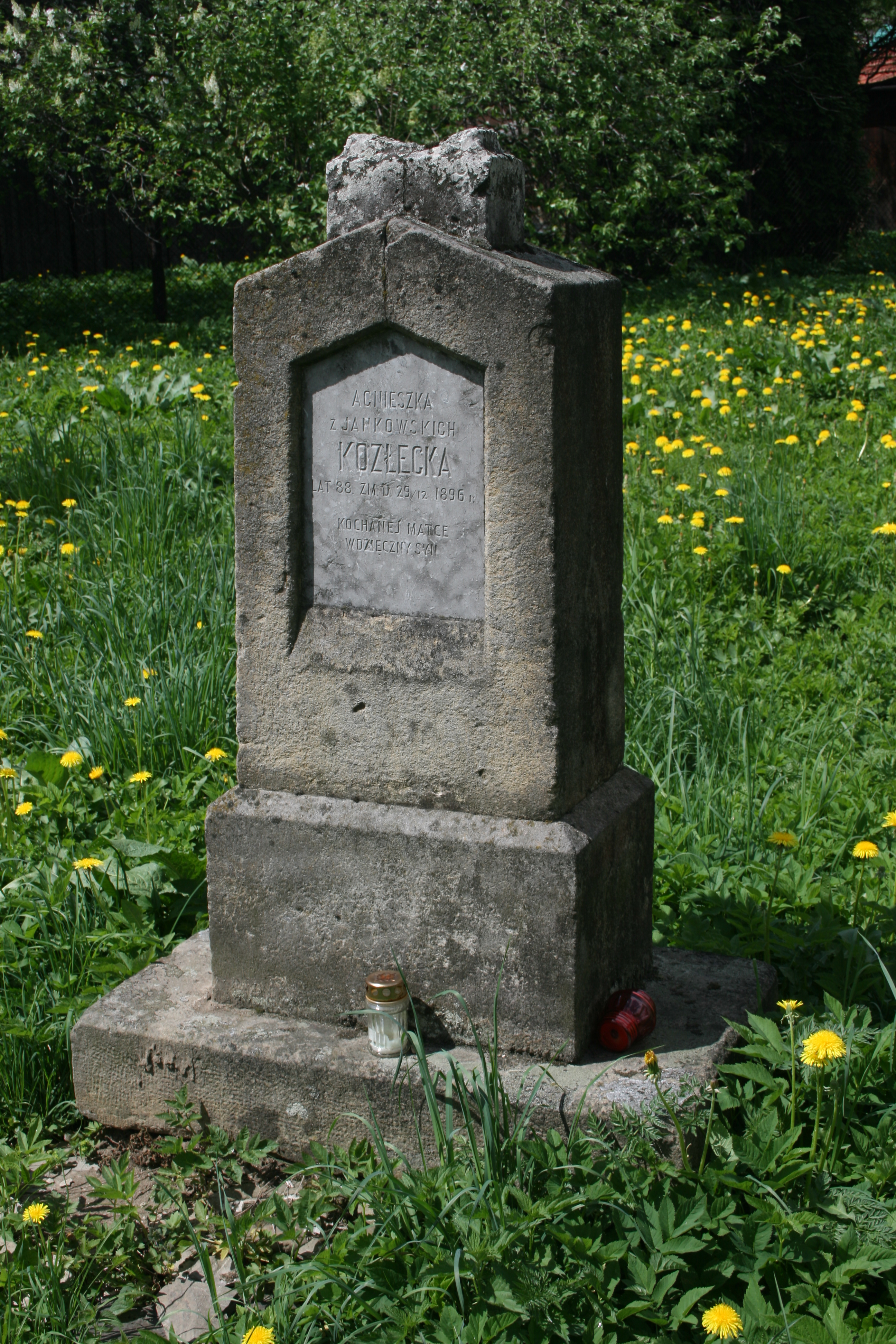
Jeden z nielicznych ocalałych nagrobków na cmentarzu: i jednocześnie nagrobek jednej z ostatnich osób tu pochowanych

## Historia
Najstarszym cmentarzem w Krościenku nad Dunajcem był cmentarz przykościelny, wokół kościoła parafialnego Wszystkich Świętych. W 1788 roku zbiegły się dwa wydarzenia, w wyniku których powstał nowy cmentarz: w tym roku wybuchł pożar kościoła i w czasie jego gaszenia spowodowano duże zniszczenia cmentarza wokółkościelnego. Jednocześnie władze austriackie wydały zarządzenie higieniczne nakazujące utworzenie cmentarza poza granicami miasteczka.
Pierwszy pochówek miał tu miejsce już w 1788 roku. Jedną z ostatnich pochowanych tu osób była Agnieszka z Jankowskich Kozłecka (w 1896 roku), której pomnik zachował się do dzisiaj. Na cmentarzu tym spoczywa około 4800 mieszkańców Krościenka grzebanych tu do połowy 1897 roku, kiedy otworzono nowy cmentarz komunalny przy ulicy świętej Kingi.
Pod koniec lat 80. XX wieku proboszcz tutejszej parafii ks. Bronisław Krzan próbował ratować ulegający degradacji cmentarz, czyniąc z niego miejsce pamięci. Z jego inicjatywy powstały tu 3 krzyże upamiętniające ofiary kampanii wrześniowej 1939 roku oraz zbrodni katyńskiej.

## Stan dzisiejszy i ważniejsze obiekty
Obecnie cmentarz bardziej przypomina łąkę z kilkoma drzewami i pomnikami niż cmentarz. Jest to spowodowane tym, że w czasach, gdy cmentarz był czynny, groby były jedynie ziemnymi kopczykami, na których zatykano krzyż. Groby te po pewnym czasie zanikały, stając się niewielkimi nierównościami trawiastej łąki. Na terenie cmentarza znajduje się jednak kilka obiektów:
- w centralnej części cmentarza znajduje się obelisk będący pozostałością po grobie Hieronima Dziewolskiego i jego żony – Anny – właścicieli Krościenka w latach 1842–1890,
- grób jednej z ostatnich osób pochowanych na cmentarzu – Agnieszki z Jankowskich Kozłeckiej z roku 1896,
- grób Józefa Nałęcza-Hakowskiego, powstańca styczniowego, przyjaciela Jana Matejki, mieszkańca Krościenka, mistrza metaloplastyki. Wśród jego wybitnych dzieł można wymienić: rzeźbę „Matka Boska” w Kościele Mariackim w Krakowie, orła na kopule Kaplicy Zygmuntowskiej na Wawelu czy płaskorzeźbę „Sobieski pod Wiedniem” w tejże kaplicy. Zmarł w zapomnieniu i został pochowany na tutejszym cmentarzu w 1897 roku[2],
- pomnik-mauzoleum w kształcie trzech krzyży z modrzewia, osadzonych na podstawie z otoczaków, z wmurowanymi tablicami. Swą formą nawiązuje do Pomnika Poległych Stoczniowców 1970 w Gdańsku. Tablice upamiętniają ofiary zbrodni hitlerowskich, 2 ofiary stalinizmu (płk. Stanisława Cięciela i Konrada Jakubowskiego), 21 ofiar z lat 1945–1952 oraz bohaterów września 1939 roku: ppor. Jana Cepucha, Antoniego Gabrysia, Franiszka Lizonia i Jana Majerczaka. Zostały tu również umieszczone dwie urny z ziemią, z miejsc tragicznych dla narodu polskiego – Katynia i Auschwitz-Birkenau.